# 楊鳴鳳
楊鳴鳳（1544年—1603年），字子儀，四川重慶府巴縣人，民籍。

## 生平
十月初六日生，行一，治《易經》，由國子生中式嘉靖三十七年（1558年）四川鄉試第五十五名舉人，年三十四歲中式萬曆五年丁丑科會試中式第二百六十七名，第三甲第八十二名進士。授推官，十年六月选授南京福建道御史，举荐岳相等人，奉命巡倉，因在差訪察搏击，为科臣葉時新所參，十三年六月夺俸半年。官至兖州府知府。

## 家族
曾祖楊文富；祖楊應琳；父楊藻；母劉氏。永感下，妻易氏，繼妻劉氏；劉氏。